# MS Color Hybrid
MF Color Hybrid – prom pasażersko-samochodowy norweskiego armatora Color Line, przeznaczony dla linii Sandefjord – Strömstad. Statek został zwodowany w 2018 roku w polskiej stoczni Crist. W chwili wodowania największy na świecie prom o napędzie hybrydowym.
Zaprojektowany przez norweską stocznię Ulstein Verft, został zbudowany w gdyńskiej stoczni Crist i zwodowany w 2018 roku jako największy na świecie prom z napędem hybrydowym. Planowane jest użytkowanie jednostki na linii Sandefjord – Strömstad pomiędzy Norwegią i Szwecją. Do eksploatacji zostanie oddany w połowie 2019 roku, armatorem jest jeden z największych norweskich operatorów promowych Color Line. Statek mierzy 160 metrów długości, na jego pokładzie znaleźć się może 2 tysiące pasażerów i 500 pojazdów.

## Napęd elektryczny
Ładowanie baterii akumulatorów jednostki odbywać się będzie podczas postoju w porcie przy pomocy kabla zasilającego ze specjalnych obiektów nabrzeżnych Color Line lub na samym pokładzie statku. Color Line deklaruje, że ochrona środowiska jest jednym z priorytetów przedsiębiorstwa – nabrzeżny system zasilania energią operator zainstalował już w Oslo, Larvik i Kristiansand, docelowo wszystkie porty norweskie mają zostać wyposażone w tego typu obiekty.
Zestaw akumulatorów ma projektowaną pojemność ok. 5 MWh, co pozwoli na do 60 minut żeglugi z prędkością do 12 węzłów. Jednostka posiada zbiorniki, mieszczące 450 m³ słodkiej wody oraz zbiorniki balastowe o pojemności 1500 m³. Wyposażony będzie również w system odzysku ciepła (waste-heat-recovery system, WHR).

## Silniki Diesla
Prom jest wyposażony w silniki wysokoprężne Rolls-Royce Bergen B33:45L o obniżonym zapotrzebowaniu na paliwo i emisji spalin. Cylinder o średnicy 330 mm i skoku tłoka 450 mm. Prędkość obrotowa silnika głównego wynosi 450–750 obrotów/min, a silnik napędzający zestaw generatorów ma 720–750 obr./min.
Napęd hybrydowy stanowi innowacyjne połączenie silników Diesla oraz elektrycznych o wysokiej sprawności w stanie ładownym oraz niskim zużyciu paliwa w czasie gdy jednostka porusza się bez ładunku.